# Аделино (Рязанская область)
Аделино — село в Шиловском районе Рязанской области, административный центр Аделинского сельского поселения.

## Географическое положение
Село Аделино расположено в Мещере на Окско-Донской равнине на правом берегу небольшого ручья (притока реки Средник) в 30 км к северо-востоку от пгт Шилово. Расстояние от деревни до районного центра Шилово по автодороге — 40 км.
Село окружено большими лесными массивами. На его северо-западной окраине находятся два пруда; к югу от села — большой овраг Кирюля, урочища Ясная Поляна, Стеклянка и Фокино Болото; к востоку — река Средник и овраги Киков и Короткий. Ближайшие населённые пункты — деревни Сергиевка 2, Свердловка, Ореховка и Нарезка.

## Население
По данным переписи населения 2010 г. в селе Аделино постоянно проживают 504 чел. (в 1992 г. — 737 чел.).
| 1906 | 1981 | 2010 |
| ---- | ---- | ---- |
| 18   | ↗720 | ↘504 |

## Происхождение названия

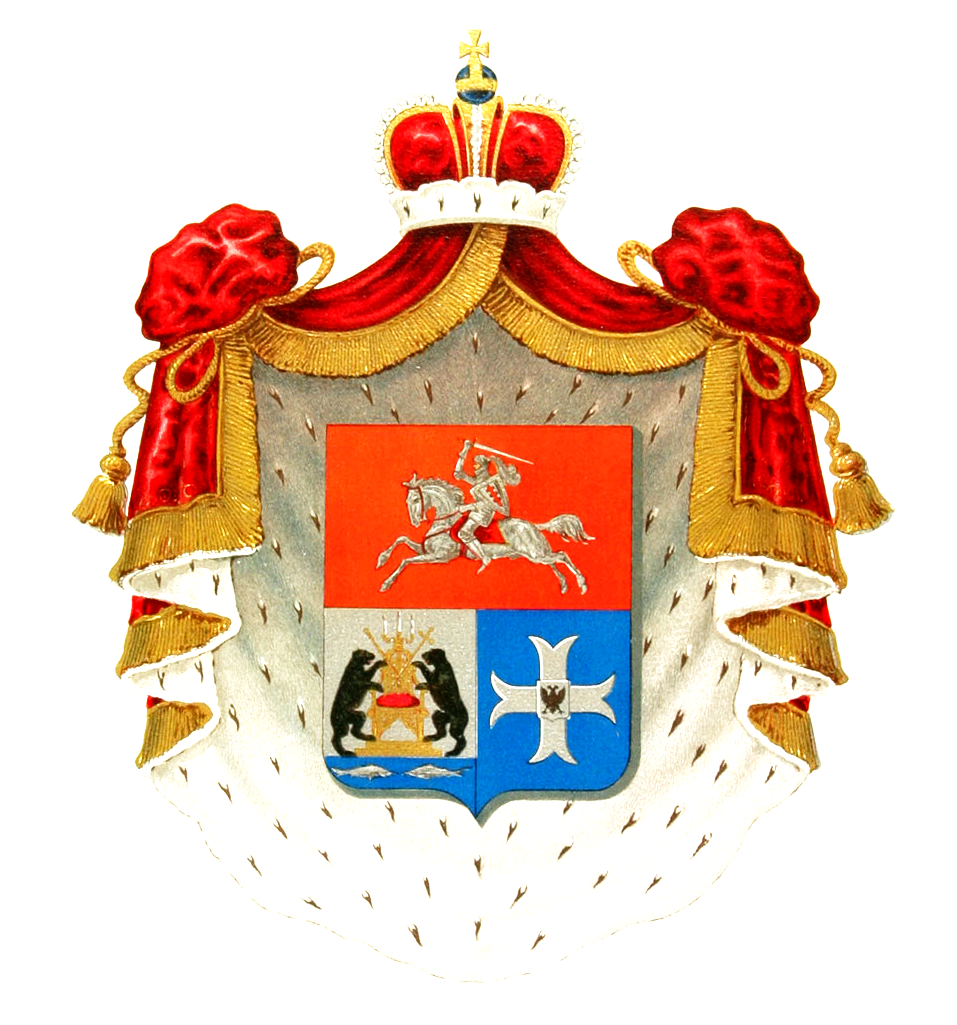
Герб рода князей Голицыных.

Названа в честь Аглаиды (Аделаиды) Павловны Голицыной, урождённой графини Строгановой 1799-1882 гг.), жены князя Василия Сергеевича Голицына (1794-1836 гг.). Они вдвоем до 1881 г. были правителями и владельцами. (см. Рындин И.Ж., Князья Голицыны, Мат–лы по истории и генеалогии дворянских родов Рязанской губернии. Вып. 2, Вагины–Гюллинги, Рязань, 2007 г.)

## История
Впервые в письменных источниках отмечается в межевом атласе Рязанской губернии А. И. Менде 1850 г. На карте А.И.Менде, на том месте, где Аделино размещается и сейчас, показаны строения. Интересна их подпись: «Фер. Аделина. Скот.дворъ», которое со временем и выросло в поселение. И хотя Аделино называется селом, но это неправильно, т.к. в Аделино никогда не было церкви, основного признака, по которому деревня превращается в село.
На карте изображено с левой стороны река Средник и деревня Сергиева (ныне Сергиевка и Крапивники) с 27 дворами. Рядом на востоке, в 1 км., на высоком пригорке, в густом сосновом лесу показана деревня Благодатная с 15 дворами, где размещалась добротная и красивая усадьба – место для отдыха княгини Аделаиды /Аглоиды/Павловны Голициной, урожденной графини Строгановой (1799—1882), второй по старшинству дочери гр. П.А. и С.В. Строгановых, позднее кавалерственной дамы ордена Св. Екатерины. В советские времена в усадебном доме долгое время размещался врачебный участок, популярный в большом округе. Дубровские-Голицыны имели четверых сыновей: 1) Павел Васильевич (1822-1871), действующий статский советник, шталмейстер; 2) Александр Васильевич (8.8.1830, по др. источ. – 1827–1889), женат на княгине Елене Михайловне Голицыной; 3) Владимир Васильевич (1830–1886); 4) Эммануил Васильевич (19.9.1834–1892), 1-я жена – Настасья Михайловна Судиенко (ум.1875), 2-я жена – Екатерина Николаевна Гордеева.

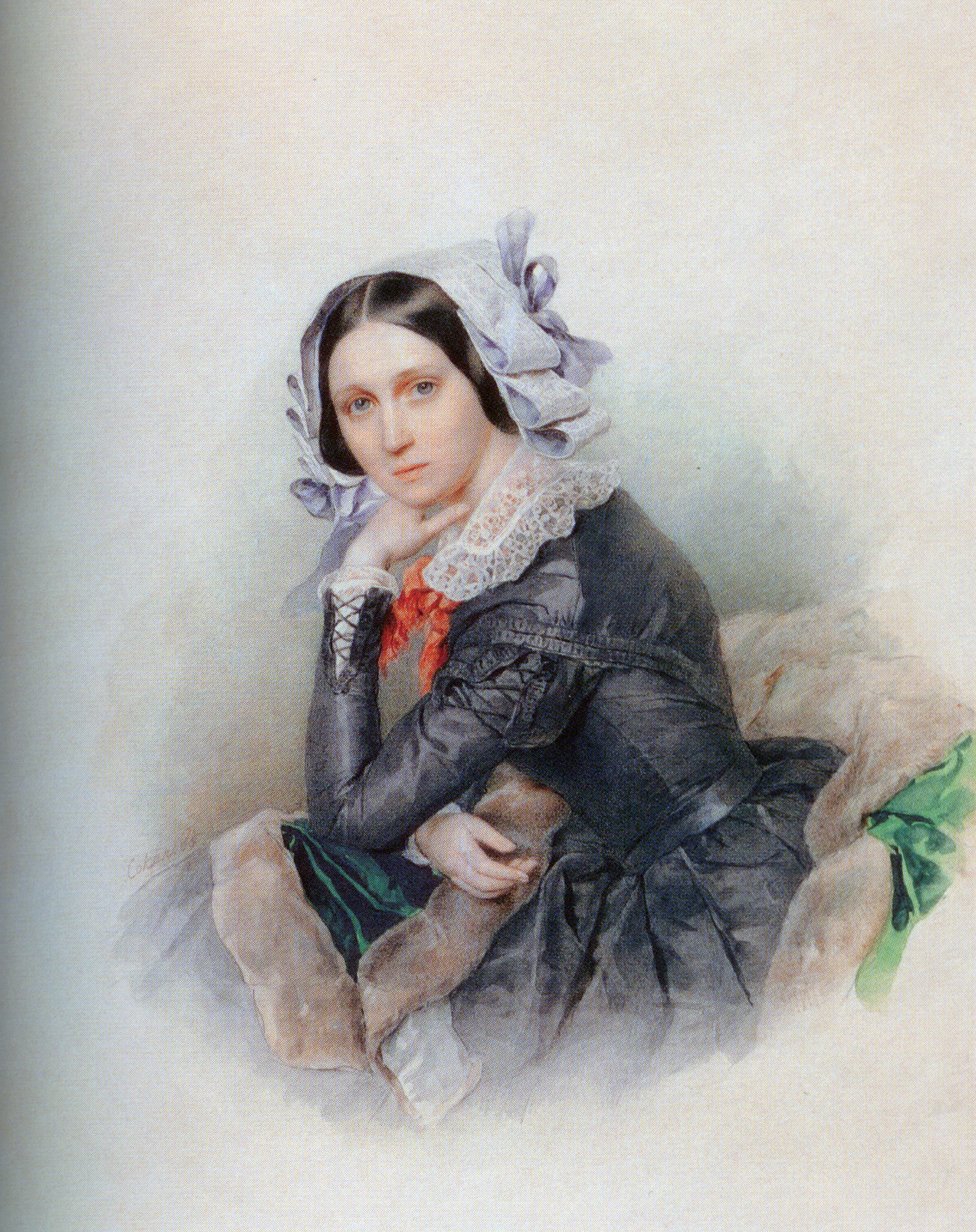
Аделаида Павловна Голицына (урожд. Строганова; 1799 – 1882), княгиня, владелица села Аделино.

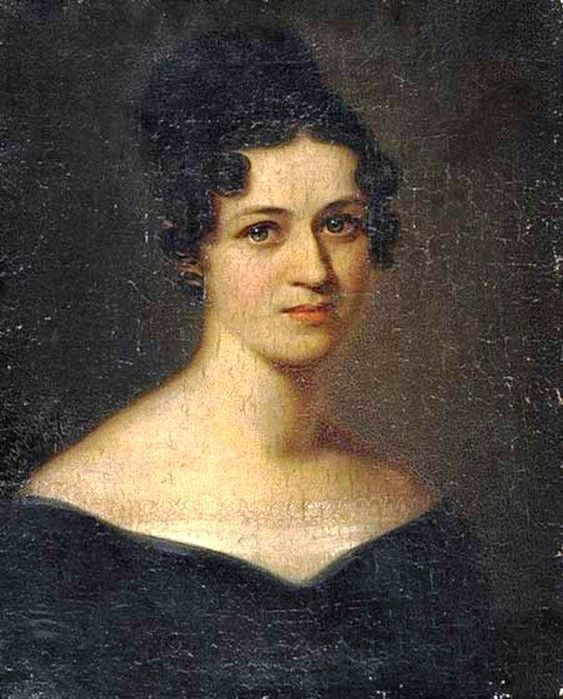

В конце своей жизни Аделина Павловна передала поселение сыну Владимиру. Именно он – князнь Голицын Владимир Васильевич, был указан хозяином, построившим кирпичный завод в с. Наследничье (Верхнее, Косой Поселок, Нижнее, Рязанка) Касимовского уезда в 1881 году, к которому было приписано и Аделино. По архивным данным село Дубровка и село Наследничье в 1846 г. показаны как: «покойного Статского Советника Василия Сергеевича и жены его Аглаиды Павловны Голицыных». Но в «Алфавите селений и деревень Касимовского у. с показанием владельцев на 1846 г.» Аделино еще не значится. Нет и деревни  Благодатной, но есть деревня Сергиевка, принадлежащая тем же владельцам.
В 1905 г. Аделино упоминается в Касимовской статистике, еще как хутор князя Голицына в Дубровской волости Касимовского уезда, в нем 11 мужчин и 7 женщин. Количество дворов не указано.
У Проходцова И.И. в «Населенные места Рязанской губернии» за 1906 г. так же показано 1 лесная сторожка князя Голицына при Аделине в лесу, где значится 1 рабочий. Но рядом в Сергиевке (Елизаветина, Крапивникъ, Слизово тожъ) уже 73 двора, в которых 225 мужчин и 251 женщин. Всего: 476 человек.
Развитие поселка связано со строительством и пуском здесь винокуренного завода (1914), работавшего на местном сырье (зерно и картофель). Завод принадлежал князю Петру Павловичу Голицыну, у которого в Аделино был усадебный дом. В январе 1918 г. крестьяне окрестных селений Наследничье, Сергеевка и Павловка, где князья Голицыны владели значительной частью земель, полностью разграбили их усадьбу в Аделино, в связи с чем Дубровский Совет пригрозил отлучением всех от волости, если награбленное не будет возвращено.
В 1919 г. винокуренный завод Голицыных был национализирован и преобразован в спиртоводочный завод. Тогда же на бывших помещичьих землях в Аделино был образован один из первых в Рязанской губернии совхоз «Аделино» (с 1929 г. — совхоз имени А.И. Микояна), а бывший поселок был преобразован в село.
В 1937 г. областная газета поместила статью: Сообщение прокуратуры Рязанской области
«Органами НКВД по Рязанской области вскрыта троцкистская контрреволюционная организация» проводившая на протяжении ряда лет вредительскую деятильность в совхозе имени Микояна, Шиловского района. В состав контрреволюционной троцкистской организации входили: 1) Смирнов А.М. – бывший директор совхоза, исключенный из ВКП(б) за вражескую деятельность; 2) Пироговский Г.И. – ст.зоотехник совхоза, исключенный из ВКП(б) за вражескую деятельность; 3) Аганин А.П. – ст.агроном совхоза, сын крупного кулака, братья раскулачены и высланы за контрреволюционную деятельность, обманным путем пробравшийся в ВКП(б), скрыв свое прошлое, в данное время разоблаченный и исключенный из партии как враг народа; 4) Ильин М.А. – ветфельдшер совхоза, бывший кулак; 5) Матросов П.Д. – бухгалтер совхоза, сын кулака, участник контрреволюционного кулацкого восстания в 1918 г. Эта контрреволюционная вредительская организация ставила своей задачей подрыв и развал экономики совхоза, умышленное уничтожение свинопоголовья, крупного рогатого скота и конского поголовья путем заражении его разными инфекционными болезнями, плохого кормления, умышленного создания антисанитарных условий его содержания, затяжкой и срывом нового строительства и ремонта скотных дворов. В результате такой вражеской деятельности вышеуказанной контрреволюционной организации за 1935, 1936 годы и трех кварталов 1937 года пало в совхозе свиней 2289 голов и вынужденно забито 1852 головы, что составляет к общему числу свинопоголовья 43, 5 процента. Из 257 телят за указанное время пало и вынужденно забито 77 голов или 34 процента. Пало рабочих лошадей 22 головы и 6 голов молодняка. Общий убыток совхоза по животноводству от вредительской деятельности этой контрреволюционной группы составляет в сумме 1 767 884 рубля. В области полеводства вредительская контрреволюционная деятельность была направлена на умышленное понижение урожайности путем плохой обработки почвы, неиспользования удобрений под посев, умышленного посева недоброкачественными семенами, уничтожения посевов и умышленного заражения зерна клещем. Общий убыток по полеводству составляет в сумме 651 075 рублей. По другим отраслям хозяйства совхоза причинен убыток в сумме 514 881 рубль. Всего же в результате троцкистско–контрреволюционной вредительской деятельности указанной группы причинен государству убыток в сумме 2 933 546 рублей. Вражеская деятельность указанной контрреволюционной вредительской организации была в тесной связи с врагами народа, ныне осужденных Азнарашвили, Синеглазова, проводившими троцкистскую контрреволюционную деятельность во 2–м Моссвиноводтресте. За контрреволюционную вредительскую деятельность Смирнов А.М., Пироговский Г.И., Аганин А.П., Ильин М.А., Матросов П.Д. Рязанской областной прокуратурой преданы суду по ст. 58 п.7 и п.11 Уг. Код. Дело назначено к слушанию спецколлегией Рязанского облсуда на 15 января с въездом на место в село Шилово в открытом судебном заседании. Прокурор Рязанской области Зайцев». С созданием совхоза население Аделино увелиилось за счет жителей близлежащих сел.
В 1963 году директором с-за им. Микояна назначен Садовский Борис Владимирович (06.08.1920-27.03.1966), участник войны. Награждён орденом Отечественной войны II степени, медалью "За боевые заслуги". Хороший организатор совхозного производства. В 1956 г. был директором с-за им. Кагановича (ныне пос.Красногвардейский) Шиловского района. Совхоз специализировался на выращивании и откорме свиней. Уже в январе 1957 г. лучшая свинарка Александрина Анна Дмитриевна (1920 г.р.) выдвигается от коллектива в Шиловский районный Совет депутатов. (КП.30.01.1957г.№13/4376/). В ноябре 1957 г. на 19 районной партконференции Садовский Б.В. избирается членом Шиловского РК КПСС, что говорит о его авторитете. В 1961 г. переведен директором с-за им. Горького Шиловского района. За выдающиеся успехи награжден высшей наградой СССР – орденом Ленина (Указ ПВС СССР от 8.1.1960 г). С 1963 г. директор с-за им. Микояна, где за короткий срок добился значительных успехов. Умер молодым, всего 46 лет. Похор. на кладбище с. Наследничье.
В 1960 г. в результате укрупнения села «Аделино» были включены земли колхозов близлежащих деревень Свердловки, Смирновки, Крыловки, Ореховки, Красного Хутора и Сергиевки-1 и 2. В 1964 г. была проложена линия ж/д «Шилово — Касимов», что способствовало дальнейшему развитию села. В Аделиго были открыты молзавод, хлебопекарня, обществ. баня, столовая, магазины, неполн. средняя школа, а в 1967 г. были построены здания нов. полной ср. школы на 300 мест, клуба, биб., дет. сад, почта, сельпо и медпункт (с 1983 г. — врачебная амбулатория). В нач.1990 гг. в Аделино 745 жит., из них 335 чел. проживали в благоустроенных домах с водопроводом и канализацией и 310 чеп. в домах с водоснабжением от уличных водозаборных колонок. В Аделино центр. усадьба совх. им. Микояна, директор Ермакин Н.И. Св-х. был крепким хозяйством. Имелись школа, б-ка, клуб, столовая, баня, амбулатория, КБО, 2 магазина, мех. мастерская, котельная, склад ГСМ, 3 артезианские скважины, колодец. Насчитывалось 8 лошадей, 805 голов крупного рогатого скота, 277 свиней, 63 овцы. Пл. с.-х. земель в хоз-ве 5683 га., из них под с.-х. культурами 4063 га. Совхоз производил в год 1421 т. молока, 211 т. мяса, 2041 т. зерна, 149 т. картофеля. На конец 19 в. в Аделино 698 жит., АООТ «Аделинский спиртзавод», ТОО «Аделинское» (мясо-мол. жив-во), почтовое отд-ние, ДК, ср. общеобразоват. школа, амбулатория. По данным на 2015/2016 гг. в селе Аделино Шиловского района Рязанской области расположены:OOO «Русские Традиции», производство алкогольной продукции и ООО «Аделино-Инвест», агропром. предприятие, несколько магазинов и 1 предпр. по быт. обслуж. нас. В селе имеются отд. почтовой связи, фельдшерско-акушерский пункт (ФАП), Аделинская основ. общеобразовательная школа (филиал Инякинской СОШ), клуб и библиотека, недалеко проходит автомобил. дорога регион. знач. Р125: «Ряжск — Касимов — Нижний Новгород» и ст. «Чуфистовка» линии «Шилово — Касимов» мжд.
Примечания:
1. Менде А.И.
2. Населенные места Рязанской губернии. - Рязань, 1906. - С. 170 - 171. - № 2217.
3. Рязанская энциклопедия. Справочный материал. / Товарищество "Рязанская энциклопедия". — Рязань:т. 1, 1992.
4. Аделино, с. Шиловский район. | История, культура и традиции Рязанского края. www.history-ryazan.ru.
5. Печатается с электронного ресурса и с разрешения А.И. Кондрашова, пред.Шиловского отделения Рязанского исторического общества.

## Экономика
По данным на 2015/2016 гг. в селе Аделино Шиловского района Рязанской области расположены:
1. OOO «Русские Традиции», производство алкогольной продукции;
2. ООО «Аделино-Инвест», агропромышленное предприятие.

Реализацию товаров и услуг осуществляют несколько магазинов и 1 предприятие по бытовому обслуживанию населения.

## Социальная инфраструктура
В селе Аделино Шиловского района Рязанской области имеются отделение почтовой связи, фельдшерско-акушерский пункт (ФАП), Аделинская основная общеобразовательная школа (филиал Инякинской СОШ), клуб и библиотека.

## Транспорт
Основные грузо- и пассажироперевозки осуществляются автомобильным и железнодорожным транспортом. Село Аделино имеет выезд на проходящую поблизости автомобильную дорогу регионального значения Р125: «Ряжск — Касимов — Нижний Новгород». На северо-восточной окраине села находится станция «Чуфистовка» железнодорожной линии «Шилово — Касимов» Московской железной дороги.